# Últimes execucions del franquisme
Les últimes execucions del franquisme van esdevenir el 27 de setembre de 1975 a les províncies de Madrid, Barcelona i Burgos. Van ser executats els militants del FRAP, Xosé Humberto Baena Alonso, José Luis Sánchez Bravo i Ramón García Sanz al costat dels militants d'ETA Jon Paredes Manot (Txiki) i Angel Otaegi Etxeberria. Aquestes van ser les últimes execucions del règim franquista, poc abans de la mort del dictador. Aquestes morts van aixecar una onada de protestes i condemnes contra el govern d'Espanya dins i fora del país, tant a nivell oficial com a popular.

## Antecedents històrics
A la fi de l'estiu de l'any 1975, hi havia pendents diversos Consells de guerra i diverses condemnes a mort. Garmendia i Otaegi d'una banda, a més del sumari militar del carrer Correo de Madrid, que involucrava als processaments Eva Forest, Durán i María Luz Fernández. Altres processos seguien la seva marxa com el de l'atemptat contra Luis Carrero Blanco, i altres casos contra membres del FRAP per la manifestació de l'1 de maig del 73 en la qual va morir un policia.
Per la Prefectura de l'Estat es va realitzar el Decret-Llei 10/1975, de 26 d'agost, sobre prevenció del terrorisme (BOE número 205 de 27/8/1975), que contenia diversos preceptes processals i penals en relació amb el terrorisme, encara que la pena de mort per diversos delictes de terrorisme ja estava en la legislació penal, per exemple en l'art. 294 bis del Codi de Justícia Militar. Les disposicions del dit Decret Llei eren aplicable en els delictes de terrorisme dels art. 260 a 264 del Codi Penal i 294 bis del Codi de Justícia Militar. L'enjudiciament d'alguns delictes s'atribuïa a la jurisdicció militar que se substanciarien pel procediment sumaríssim. També establia una pròrroga en el termini legalment establert per posar un detingut a la disposició de l'autoritat judicial.

## Els Consells de Guerra i les condemnes
Es va dur a terme un Consell de Guerra sumaríssim al Regiment d'Artilleria de Campanya 63 de Burgos, on hi van ser jutjats José Antonio Garmendia Artola i Angel Otaegi Etxeberria, tots dos d'ETA, que van ser condemnats per la mort del cap del Servei d'Informació de la Guàrdia Civil Gregorio Posadas Zurrón a Azpeitia, el 3 d'abril de 1974. Garmendia va ser condemnat per ser autor material d'aquest atemptat i Otaegi va ser condemnat per cooperació necessària en aquest atemptat, per haver acollit a etarres. Tots dos van ser condemnats a mort. A Garmendia se li commutaria la pena de mort per la de reclusió i Otaegi seria executat per afusellament a Burgos.
Un altre Consell de Guerra sumaríssim es va realitzar el 19 de setembre al Govern Militar de Barcelona. Hi va ser jutjat Jon Paredes Manot, Txiki, i condemnat per un atracament a la sucursal del Banc de Santander del carrer Casp de Barcelona el 6 de juny, atracament en el qual, a causa d'un tiroteig, va morir el cap primer de la Policia Armada Ovidio Díaz López. Se li va aplicar l'art. 294 bis c) del Codi de Justícia Militar. Va ser condemnat a mort i seria executat per afusellament a Barcelona.
En les dependències militars del Goloso, prop de Madrid, es van celebrar dos consells de Guerra sumaríssims contra militants del FRAP. Es van jutjar els atemptats amb resultat de mort contra el policia armat Lucio Rodríguez, al madrileny carrer d'Alenza, el 14 de juliol de 1975, i contra el tinent de la Guàrdia Civil Antonio Pose Rodríguez, a Carabanchel, el 16 d'agost. Per l'atemptat contra Lucio Rodríguez tres processats van ser condemnats a pena de mort, a dos d'ells (Manuel Blanco Chivite i Vladimiro Fernández Tovar) se'ls commutaria la pena de mort per reclusió i un (Xosé Humberto Baena Alonso) seria executat per afusellament a Hoyo de Manzanares (Madrid). Per l'atemptat contra Antonio Pose va ser condemnat a vint anys de reclusió José Fonfrías Díaz i cinc processats van ser condemnats a pena de mort, a tres d'ells (Concepción Tristán López, María Jesús Dasca Pénelas i Manuel Cañaveras de Gracia) se'ls commutaria la pena de mort per reclusió i dos (Ramón García Sanz i José Luis Sánchez-Bravo Sollas) serien executats per afusellament a Hoyo de Manzanares (Madrid).
Van ser, per tant, en total onze condemnats a mort. El Consell de Ministres del divendres 26 de setembre indulta a sis dels condemnats a mort, commutant les seves penes per la de reclusió i dona l'"assabentat" per als altres cinc condemnats a mort. L'"assabentat" és la denegació de l'indult i, per tant, suposa l'execució de la pena de mort. Aquestes penes de mort es van executar per afusellament l'endemà, el dissabte 27 de setembre.

## Intents per evitar els afusellaments
Es va fer intents d'evitar les execucions. Hi ha diverses protestes d'advocats al Col·legi d'Advocats de Barcelona i es realitzen gestions amb el Vaticà. Se'ls va aplicar amb caràcter retroactiu el Decret Llei Antiterrorista aprovat el 22 d'agost, durant un Consell de ministres presidit per Francisco Franco. La norma va ser promulgada per aplicar-se-l'hi. Un dels seus articles prorrogava el termini de detenció de 3 a 5 dies, i fins a 19 dies amb autorització judicial, la qual cosa oferia més facilitats per a la policia en els interrogatoris. També s'obria la possibilitat de celebrar judicis sumaríssims, en 24 hores, contra civils.
Joaquín Ruiz-Giménez, que va ser ambaixador al Vaticà, va enviar un missatge a Pau VI. El germà de Franco (Nicolás Franco), li va escriure demanant-li que reconsiderés la seva decisió. La mare d'Otaegi, va visitar al cardenal Narcís Jubany i Arnau, al bisbe Iniesta i al cardenal Vicent Enrique i Tarancón.

## Les execucions
Les execucions de les penes de mort no indultades es van realitzar per afusellament el dissabte 27 de setembre. A Cerdanyola del Vallès, va ser executat Jon Paredes Manot, Txiki, de 21 anys, i a Burgos, Angel Otaegi, de 33, tots dos militants d'ETA. A Hoyo de Manzanares (Madrid), José Luis Sánchez Bravo, de 22 anys, Ramón García Sanz, de 27, i Xosé Humberto Baena Alonso, de 24, membres del Front Revolucionari Antifeixista i Patriota (FRAP).
A Hoyo de Manzanares els afusellaments els van fer tres escamots composts cadascun per deu guàrdies civils o policies, un sergent i un tinent, tots voluntaris. A la 9.10, els policies van afusellar Ramón García Sanz. Als 20 minutos, José Luis Sánchez Bravo i poc després Xosé Humberto Baena. A les 10.05 tot havia conclòs. No va poder assistir cap familiar dels condemnats, malgrat ser «execució pública», segons marcava la llei. L'únic paisà que va poder assistir va ser el rector de la localitat, que contà després l'execució:
| « | A més dels policies i guàrdies civils que van participar en els piquets, n'hi havia uns altres que van arribar en autobusos per ovacionar les execucions. Molts estaven borratxos. Quan vaig donar l'extremaunció a un dels afusellats, encara respirava. Es va apropar el tinent que manava l'escamot i li va donar el tir de gràcia, sense donar-me temps a separar-me del cos caigut. La sang em va esquitxar. | » |
| — | |   |

Els cadàvers dels tres membres del FRAP van ser enterrats el mateix matí de la seva execució a Hoyo de Manzanares. Les restes de Sánchez Bravo serien traslladades, posteriorment, a Múrcia, i les de Ramón García Sanz, al cementiri civil de Madrid.

## Reaccions i protestes
Quan el divendres 26 de setembre el Consell de Ministres per unanimitat i seguint les directrius de Francisco Franco aprova l'afusellament de cinc els onze condemnats a pena de mort es produeix una immensa commoció. Franco havia ignorat totes les peticions de clemència que li havien arribat, des del Papa Pau VI fins al seu germà Nicolás Franco passant pel primer ministre suec Olof Palme o el president de Mèxic Luis Echeverría Álvarez. Els titulars de la premsa espanyola proclamaven la generositat del règim per haver indultat a sis dels onze condemnats. Sota el títol Hubo clemencia la premsa es plegava a les consignes del règim sense que se sentís una paraula dissonant.
Al País Basc es decretava una Vaga General en ple Estat d'Excepció que era seguida majoritàriament, per les diferents ciutats espanyoles es multiplicaven els aturs i les protestes i al món el clam contra les execucions no cessava.
Les irregularitats dels processos realitzats ja havien estat denunciades per l'advocat suís Chistian Grobet que havia assistit com a observador judicial al consell de guerra de Txiki en nom de la Federació Internacional de Drets de l'Home i de la Lliga Suïssa de Drets de l'Home en l'informe del qual del 12 de setembre diu: 
| « | Mai el sotasignat, des que segueix els processos polítics a Espanya, ha tingut una impressió tan clara d'assistir a un tal simulacre de procés, en definitiva a una sinistra farsa, si pensem un moment en el provenir que espera als acusats. | » |

El president mexicà Luis Echeverría demanà l'expulsió d'Espanya de les Nacions Unides, dotze països occidentals retiraren els seus ambaixadors de Madrid. Les ambaixades espanyoles de diverses ciutats foren atacades pels manifestants; d'entre aquests incidents, destacà la crema de l'ambaixada espanyola a Lisboa.
La resposta del règim fou la convocatòria d'una manifestació d'adhesió al dictador a Madrid, a la plaça d'Oriente, preparada pel tinent coronel José Ignacio San Martín, en la qual Francisco Franco, físicament molt afeblit, acompanyat del llavors príncep d'Espanya Joan Carles de Borbó, proclama: 
| « | Tot el que a Espanya i Europa s'ha muntat obeeix a una conspiració maçònica-esquerrana, en contuberni amb la subversió comunista-terrorista en el social, que si a nosaltres ens honra, a ells els envileix. | » |

 Aquesta fou l'última aparició pública del dictador.

### Al País Basc

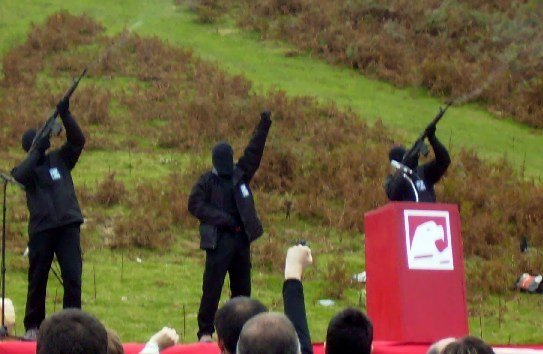
Membres d'Euskadi Ta Askatasuna (ETA) disparen salves a l'aire en el Gudari Eguna d'Aritxulegi, Oiartzun.

El dissabte dia 27 de setembre de comença una vaga general de tres dies de durada, fins al 30, que fou seguida majoritàriament, s'estima que van parar més de 200.000 treballadors. Era la tercera vaga general que es convocava aquest setembre i ja hi havia hagut altres protestes a l'agost. Encara estant declarat l'estat d'excepció a Biscaia i Guipúscoa, els tallers i fàbriques es paren, es tanquen els comerços i bars i fins als vaixells de pesca es queden a port. Es realitzen manifestacions a totes les poblacions importants que són reprimides amb violència per la Policia Armada i la Guàrdia Civil arribant-se a utilitzar foc real. Es realitzen funerals en gairebé totes la poblacions basques. A Sant Sebastià es convoca un funeral per al dia 30 a les 19:00 en la catedral del Bon Pastor cooficiat pel bisbe monsenyor Setién i uns altres 30 sacerdots, però no es pot celebrar per estar pres per la policia la plaça i el temple. Així i tot es concentra una gran quantitat de persones i els disturbis duren fins ben entrada la nit. Durant els disturbis es produeixen trets de bala i un nen és ferit. Els trets de foc real són comuns en la repressió de les manifestacions.
Els tres dies de vaga general es converteixen en tres dies de protestes generalitzades als carrers dels pobles i ciutats del País Basc. La resposta del govern va ser el prendre les poblacions amb Policia Armada i Guàrdia Civil, però així i tot els disturbis són generalitzats a les tres províncies basques i a Navarra.

### A la resta d'Espanya
En altres zones d'Espanya les protestes són molt menors. A Barcelona es van fer diferents manifestacions que van ser reprimides per la policia. Hi ha protestes en algunes ciutats però s'aconsegueix mantenir l'ordre.

### Al món
La reacció internacional és forta, tant a nivell governamental com a popular. Els països de la Comunitat Econòmica Europea demanen l'indult dels condemnats (expressat a Londres per l'ambaixador italià), el mateix que el Vaticà i les Nacions Unides. Hi ha protestes populars gairebé totes les ciutats importants i capitals. S'arriba a assaltar o intentar assaltar les ambaixades i consolats espanyols i es boicotegen els interessos d'Espanya en alguns llocs com a França.
Alguns governs, com el de Noruega, Regne Unit o Països Baixos, criden al seu ambaixador a Madrid, a Copenhaguen l'Aliança Atlàntica aprova una moció de protesta contra les condemnes i exhorta als països membres que no facin res que pugui afavorir l'ingrés d'Espanya en aquest organisme.
El president de Mèxic demana que Espanya sigui expulsada de l'ONU, expulsa a l'ambaixador espanyol i suspèn contacte amb Espanya, les protestes s'estenen per tots els països tant «occidentals» com a «orientals». Les manifestacions i actes de protesta, on hi ha forts disturbis, són nombrosos.

### Llibres
- Amnistía Internacional, ed. (1995), La pena de muerte y su abolición en España. Los Libros de la Catarata, Madrid.
- Sánchez Erauskin Javier (1978), «El viento y las raíces», (Llibre en homenatge a Txiki i Otaegi, i que va ser segrestat i prohibit aquell mateix any. Dos anys més tard, el periodista va haver de comparèixer davant l'Audiència Nacional acusat d'«apologia del terrorisme» arran d'aquella publicació, els drets de la qual d'autor havien estat cedits a les mares de Jon Paredes i d'Anjel Otaegi).(Ver on-line) Arxivat 2008-12-04 a Wayback Machine..
- Sánchez Erauskin, Xabier. Txiki, haizea eta sustraiak..  Bilbao: Haizea eta Sustraiak Kultur Elkartea, 2007. ISBN 978-84-96536-87-6.

- VVAA: 27 de septiembre de 1975. Cinco héroes del pueblo La primera edició de gener de 1976 per l'Agència de Premsa Espanya Popular (A.P.E.P.). La segona edició es va realitzar al setembre de 1978. Al setembre de 2005 es realitza la tercera edició, realitzada per Tiempos de Cerezas. Edicions, respectant íntegrament tots els textos de la segona edició; algunes de les fotografies i il·lustracions no s'han pogut reproduir.

### Documents
- Carta de comiat de Xosé Humberto Baena als seus pares abans de ser afusellat Llegir online

### Document visual
- La plataforma Memoria, Dignidad y Lucha (2005).

### Revistes
- Interviu (19/09/2005): Documento en conmemoración del treinta aniversario de los fusilamientos. (online)[Enllaç no actiu]
- FRAP, 27 de septiembre de 1975 Grupo Edelvec Edición Vangurdia obrera, Madrid 1985 (online)

### Filmografia
- Aguirre, Iñaki: El viento y la raíz (2007). (Vegeu online) Arxivat 2008-12-04 a Wayback Machine.
- Dufour, Adolfo: Septiembre del 75 (2008). Ver noticia on-line[Enllaç no actiu]. Pàgina oficial Arxivat 2011-05-19 a Wayback Machine.
- García Sánchez, J.L: La noche más larga (1991). Veure online

### Documents sonors
- Al alba, cançó de Luis Eduardo Aute. La cançó pertany al disc Albanta. El tema Al alba, probablement el més famós i significatiu de tota la carrera d'Aute, va ser dedicat a les víctimes dels últims afusellaments del franquisme, però va aconseguir burlar la censura de l'època en disfressar-la com una cançó d'amor.